# Selección de fútbol sala de Afganistán
La Selección de fútbol sala de Afganistán es el equipo que representa al país en el Mundial de Fútbol Sala, en Futsal en los Juegos Asiáticos Bajo Techo y en el Campeonato Asiático de Futsal; y es controlado por la Federación de Fútbol de Afganistán.

## Estadísticas

### Copa Mundial de Futsal FIFA
| Copa Mundial de fútbol sala de la FIFA | Copa Mundial de fútbol sala de la FIFA | Copa Mundial de fútbol sala de la FIFA | Copa Mundial de fútbol sala de la FIFA | Copa Mundial de fútbol sala de la FIFA | Copa Mundial de fútbol sala de la FIFA | Copa Mundial de fútbol sala de la FIFA | Copa Mundial de fútbol sala de la FIFA |
| Año                                    | Ronda                                  | J                                      | G                                      | E                                      | P                                      | GF                                     | GC                                     |
| -------------------------------------- | -------------------------------------- | -------------------------------------- | -------------------------------------- | -------------------------------------- | -------------------------------------- | -------------------------------------- | -------------------------------------- |
| 1989 - 2012                            | No participó                           | No participó                           | No participó                           | No participó                           | No participó                           | No participó                           | No participó                           |
| 2016                                   | No clasificó                           | No clasificó                           | No clasificó                           | No clasificó                           | No clasificó                           | No clasificó                           | No clasificó                           |
| 2021                                   | No clasificó                           | No clasificó                           | No clasificó                           | No clasificó                           | No clasificó                           | No clasificó                           | No clasificó                           |
| 2024                                   | Octavos de final                       | 4                                      | 1                                      | 0                                      | 3                                      | 9                                      | 13                                     |
| Total                                  | 1/10                                   | 4                                      | 1                                      | 0                                      | 3                                      | 9                                      | 13                                     |

### Copa Asiática de Futsal de la AFC
| Copa Asiática de Futsal de la AFC | Copa Asiática de Futsal de la AFC | Copa Asiática de Futsal de la AFC | Copa Asiática de Futsal de la AFC | Copa Asiática de Futsal de la AFC | Copa Asiática de Futsal de la AFC | Copa Asiática de Futsal de la AFC | Copa Asiática de Futsal de la AFC |
| Año                               | Ronda                             | J                                 | G                                 | E                                 | P                                 | GF                                | GC                                |
| --------------------------------- | --------------------------------- | --------------------------------- | --------------------------------- | --------------------------------- | --------------------------------- | --------------------------------- | --------------------------------- |
| 1999 - 2008                       | No participó                      | No participó                      | No participó                      | No participó                      | No participó                      | No participó                      | No participó                      |
| 2010                              | No clasificó                      | No clasificó                      | No clasificó                      | No clasificó                      | No clasificó                      | No clasificó                      | No clasificó                      |
| 2012                              | No participó                      | No participó                      | No participó                      | No participó                      | No participó                      | No participó                      | No participó                      |
| 2014                              | No participó                      | No participó                      | No participó                      | No participó                      | No participó                      | No participó                      | No participó                      |
| 2016                              | No clasificó                      | No clasificó                      | No clasificó                      | No clasificó                      | No clasificó                      | No clasificó                      | No clasificó                      |
| 2018                              | No clasificó                      | No clasificó                      | No clasificó                      | No clasificó                      | No clasificó                      | No clasificó                      | No clasificó                      |
| 2022                              | No clasificó                      | No clasificó                      | No clasificó                      | No clasificó                      | No clasificó                      | No clasificó                      | No clasificó                      |
| 2024                              | Cuartos de final                  | 6                                 | 3                                 | 1                                 | 2                                 | 18                                | 15                                |
| Total                             | 1/17                              | 6                                 | 3                                 | 1                                 | 2                                 | 18                                | 15                                |

### Juegos Asiáticos Bajo Techo
| Futsal en los Juegos Asiáticos Bajo Techo | Futsal en los Juegos Asiáticos Bajo Techo | Futsal en los Juegos Asiáticos Bajo Techo | Futsal en los Juegos Asiáticos Bajo Techo | Futsal en los Juegos Asiáticos Bajo Techo | Futsal en los Juegos Asiáticos Bajo Techo | Futsal en los Juegos Asiáticos Bajo Techo | Futsal en los Juegos Asiáticos Bajo Techo | Futsal en los Juegos Asiáticos Bajo Techo |
| Año                                       | Ronda                                     | J                                         | G                                         | E                                         | P                                         | GF                                        | GC                                        | DIF                                       |
| ----------------------------------------- | ----------------------------------------- | ----------------------------------------- | ----------------------------------------- | ----------------------------------------- | ----------------------------------------- | ----------------------------------------- | ----------------------------------------- | ----------------------------------------- |
| 2005                                      | No participó                              | No participó                              | No participó                              | No participó                              | No participó                              | No participó                              | No participó                              | No participó                              |
| 2007                                      | Fase de grupos                            | 3                                         | 0                                         | 0                                         | 3                                         | 5                                         | 32                                        | -27                                       |
| 2009                                      | No participó                              | No participó                              | No participó                              | No participó                              | No participó                              | No participó                              | No participó                              | No participó                              |
| 2013                                      | No participó                              | No participó                              | No participó                              | No participó                              | No participó                              | No participó                              | No participó                              | No participó                              |
| Total                                     | 1/4                                       | 3                                         | 0                                         | 0                                         | 3                                         | 5                                         | 32                                        | -27                                       |